# 훈색

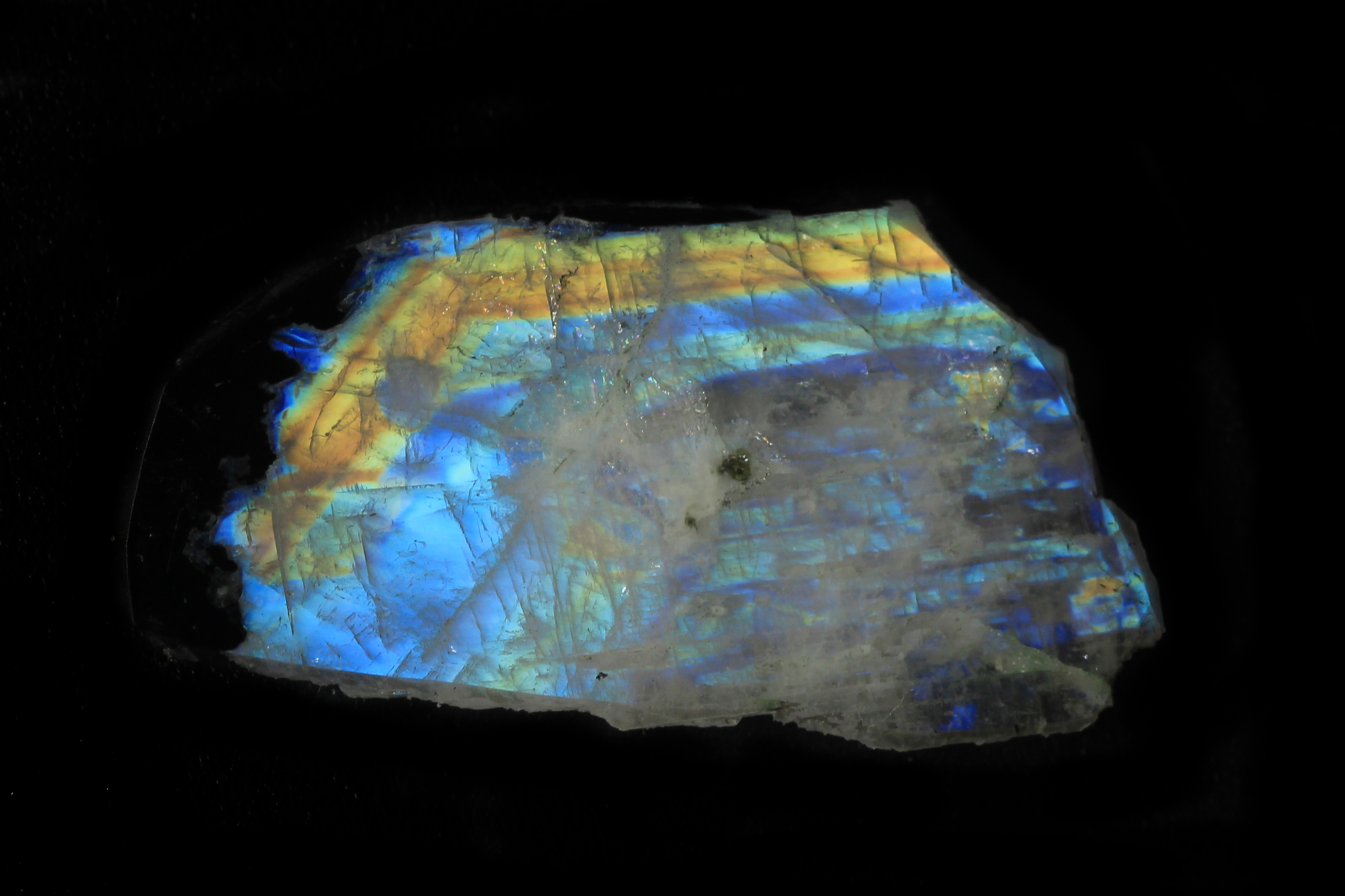

훈색(暈色, Iridescence)은 특정한 물질의 표면이 연속적으로 변하는 색깔, 소위 "무지개 무늬"로 보이는 현상이다. 대표적으로 비눗방울, 일부 새의 깃털, 패류 껍데기 안쪽, 단백석 등의 광물 등이 있다. 박막의 미세구조에서 파동의 간섭이 일어남으로써 발생하는 일종의 구조색이다.

## 같이 보기
- 비등방성
- 생물발광
- 양색성
- 단백석